# Bianca Pagdanganan
Bianca Isabel Pagdanganan (Quezon City, 28 ottobre 1997) è una golfista filippina, attiva principalmente nell'LPGA Tour.

## Carriera
Nata a Quezon City all'interno di una famiglia agiata, è figlia di Samuel e Carmina Pagdanganan. Inizia a praticare golf sin da bambina. Nel 2015 si iscrive all'Università Gonzaga per poi trasferirsi all'Università dell'Arizona due anni dopo.

### Dilettantismo
Ancora dilettante, partecipa al torneo di squadra femminile e al torneo individuale dei Giochi asiatici di Giacarta 2018, disputatisi dal 23 al 26 agosto presso il Pondok Indah Golf Course, conquistando dapprima l'oro assieme a Yūka Sasō e Lois Kaye Go e quindi aggiudicandosi il bronzo nell'individuale dietro alla stessa Sasō e alla cinese Liu Wenbo. Nel 2019 rappresenta il proprio Paese ai Giochi del Sud-est asiatico di Manila, fregiandosi dell'oro nel torneo a squadre con Lois Kaye Go e nell'individuale davanti alle thailandesi Kan Bunnabodee e Pimnipa Panthong.
.

### Professionismo
Passata al professionismo nel 2020 ed entrata nell'LPGA Tour, nel giugno 2021 si qualifica alle Olimpiadi di Tokyo 2020 grazie all'ottenimento del 42º ranking mondiale.